# Barra Bonita (Santa Catarina)
Barra Bonita is een gemeente in de Braziliaanse deelstaat Santa Catarina. De gemeente telt 2.120 inwoners (schatting 2009).

## Aangrenzende gemeenten
De gemeente grenst aan Anchieta, Guaraciaba, Romelândia en São Miguel do Oeste.